# Мене звуть Рід Фіш
«Мене звуть Рід Фіш» — романтична комедія 2006 року про хлопця, який збирався одружитися та повернення шкільної коханої перевертає все догори дригом.

## Сюжет
Рід Фіш, наслідуючи батька, працює радіоведучим разом зі своїм однокласником. Невдовзі він має одружитися з однокласницею Кейт Петерсон, батько якої володіє кількома місцевими підприємствами. У місто повертається шкільне кохання Ріда — Джилл. Старі почуття до цієї дівчини повертаються. Він тепер сумнівається щодо весілля. Цим він ділиться зі своєю нареченою. Головний герой не може вибрати між двома дівчатами і втрачає обох. Рід Фіш йде з радіо та знімає фільм, який схвально сприймають глядачі.

## У ролях
| Актор          | Роль          |
| -------------- | ------------- |
| Джей Барушель  | Рід Фіш       |
| Кеті Сагал     | Морін         |
| Віктор Расук   | Френк Кортес  |
| Алексіс Бледел | Кейт          |
| Блейк Кларк    | Рекс          |
| Скайлер Фіск   | Джилл         |
| Ді-Джей Кволлс | Ендрю         |
| Ей Джей Кук    | Тереза        |
| Кріс Парнелл   | Ральф         |
| Ширі Епплбі    | Джилл Кавано  |
| Валері Азлінн  | Кейт Петерсон |

## Створення фільму

### Виробництво
Зйомки фільму проходили в Каліфорнії, США.

### Знімальна група
- Кінорежисер — Закарі Адлер
- Сценарист — Рід Фіш, Закарі Адлер, Пітер Алваззат, Ретт Вікем
- Кінопродюсери — Бедер Алваззат, Пітер Алваззат
- Композитор — Родді Боттем
- Кінооператор — Дуг Чемберлейн
- Кіномонтаж — Юка Руелл
- Художник-постановник — Аріана Наката
- Артдиректор — Тодд Фєлстед
- Художник-декоратор — Соня Кропп
- Художник з костюмів — Карла Біггет, Бет Джонс, Клер Макерджі
- Підбір акторів — Керол Елізабет Барлоу[2].

## Сприйняття

### Критика
Фільм отримав переважно негативні відгуки. На сайті Rotten Tomatoes оцінка стрічки становить 52 % на основі 21 відгуку від критиків (середня оцінка 5,1/10) і 41 % від глядачів із середньою оцінкою 3,1/5 (5 700 голосів). Фільму зарахований «гнилий помідор» від кінокритиків та «розсипаний попкорн» від глядачів, Internet Movie Database — 5,8/10 (4 012 голосів), Metacritic — 36/100 (8 відгуків від критиків) і 5,3/10 (8 відгуків від глядачів).

### Номінації та нагороди
| Нагороди та номінації фільму «Мене звуть Рід Фіш» | Нагороди та номінації фільму «Мене звуть Рід Фіш» | Нагороди та номінації фільму «Мене звуть Рід Фіш» | Нагороди та номінації фільму «Мене звуть Рід Фіш» | Нагороди та номінації фільму «Мене звуть Рід Фіш» | Нагороди та номінації фільму «Мене звуть Рід Фіш» |
| Рік                                               | Кінофестиваль/кінопремія                          | Категорія/нагорода                                | Номінант                                          | Результат                                         |                                                   |
| ------------------------------------------------- | ------------------------------------------------- | ------------------------------------------------- | ------------------------------------------------- | ------------------------------------------------- | ------------------------------------------------- |
| 2007                                              | Комедійний фестиваль                              | Найкращий актор                                   | Джей Барушель                                     | Перемога                                          |                                                   |
| 2007                                              | Комедійний фестиваль                              | Нагорода найкращому актору                        | Джей Барушель                                     | Перемога                                          |                                                   |